# Estanys dels Torlits
Els estanys dels Tòrlits són un conjunt d'estanys temporals mediterranis i herbassars humits situats al peu del vessant
sud del massís de l'Albera.
Es tracta de 6 estanys de característiques força diferenciades, coneguts com a:
Estany Gran, Estany Petit, Bassa de Llevant, Bassa de Ponent, Prat del serrat de les Garrigues i Bassa del serrat de les Garrigues. Mentre que l'Estany Gran i l'Estany Petit tenen un règim d'inundació gairebé permanent, la resta s'inunden només temporalment, sobretot la Bassa del serrat de les Garrigues, que per les dimensions més reduïdes de la seva conca, s'inunda només 0casionalment.
Aquests estanys, juntament amb els de la Jonquera, conserven un conjunt de biòtops molt rics i interessants de notable singularitat en aquesta zona, així com sistemes limnològics de destacable interès. Destaquen, pel que fa a la vegetació, les gespes d'isoets i els creixenars, així com les jonqueres, bogars, canyissars, etc.
Entre altres espècies notables, s'hi fan la rara carofícia Nitella translucens, els pteridòfits Isoetes durieui i Isoetes setacea, la ranunculàcia Ranunculus aquatilis, la poligonàcia Polygonium amphibium, les cal·litricàcies Callitriche brutia i Callitriche stagnalis i la singular lentibuluràcia insectívora Utricularia australis. Pel que fa als helòfits, destaquen, entre d'altres, la portulacàcia Montia fontana, les alismatàcies Alisma plantago aquatica i Baldellia ranunculoides, la ciperàcia Eleocharis palustris, o la gramínia Glyceria fluitans.
Pel que fa als hàbitats d'interès comunitari, hi apareixen els hàbitats:
- 3120 "Aigües estagnants oligotròfiques molt poc mineralitzades, amb Isoetes spp., en terrenys generalment arenosos de la Mediterrània occidental"
- 3130 "Aigües estagnants, poc o molt mesotròfiques, amb vegetació de les classes Littorelletea uniflorae i/o Isoeto-Nanojuncetea"
- 3140 "Aigües estagnants oligomesotròfiques, dures,amb vegetació bentònica de carofícies"
- 3150 "Estanys naturals eutròfics amb vegetació natant (Hydrocharition) o poblaments submersos d'espigues d'aigua(Potamion)"
- 3170 "Basses i tolls temporers mediterranis" -hàbitat prioritari-
- 6420 "Jonqueres i herbassars graminoides humits, mediterranis, del Molinio-Holoschoenion"[1]

Pel que fa a la fauna vertebrada, els estanys destaquen per ser un punt de cria d'algunes espècies rares a Catalunya, com la polla blava (Porphyrio porphyrio) o la trenca (Lanius minor) -no hi cria, però, des del 2002-.
Aquests estanys es localitzen en l'interior del recinte militar de Sant Climent Sescebes i en el seu entorn hi ha nombroses pistes i zones remogudes per la realització de diversos exercicis militars (trinxeres, circulació de vehicles, etc.). Hi ha dues edificacions mig enrunades vora els estanys. A l'entorn hi ha monuments megalítics d'interès (dolmen).
Els estanys dels Tòrlits estan situats dins l'espai de la Xarxa Natura 2000 ES5120009 "Basses de l'Albera".